# Маковисько (Україна)
Макови́сько —село в Україні, у Козівській селищній громаді Тернопільського району Тернопільської області. Розташоване на заході району. До 2020 р. підпорядковане Кальненській сільраді. 
Населення — 64 особи (2001).

## Історія
До 1990 було об'єднане з селом Кальне. 
5 липня 1990 Президія Тернопільської обласної ради відновила село Маковисько.
12 червня 2020 року, відповідно до розпорядження Кабінету Міністрів України № 724-р «Про визначення адміністративних центрів та затвердження територій територіальних громад Тернопільської області» увійшло до складу Козівської селищної громади.
19 липня 2020 року, в результаті адміністративно-територіальної реформи та ліквідації Козівського району, село увійшло до складу Тернопільського району.

## Населення
Місцева говірка належить до наддністрянського говору південно-західного наріччя української мови.

## Галерея

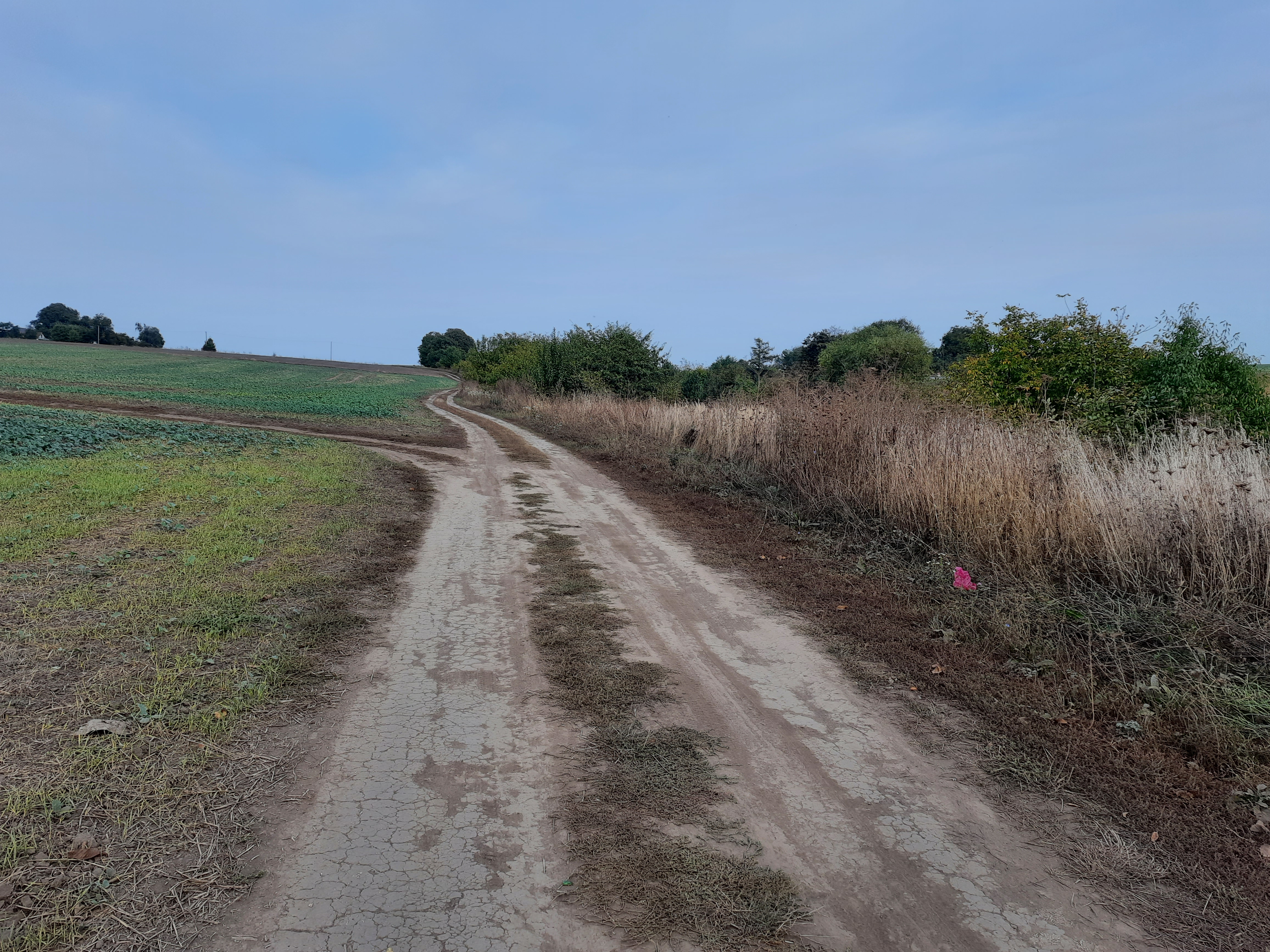
Дорога в село
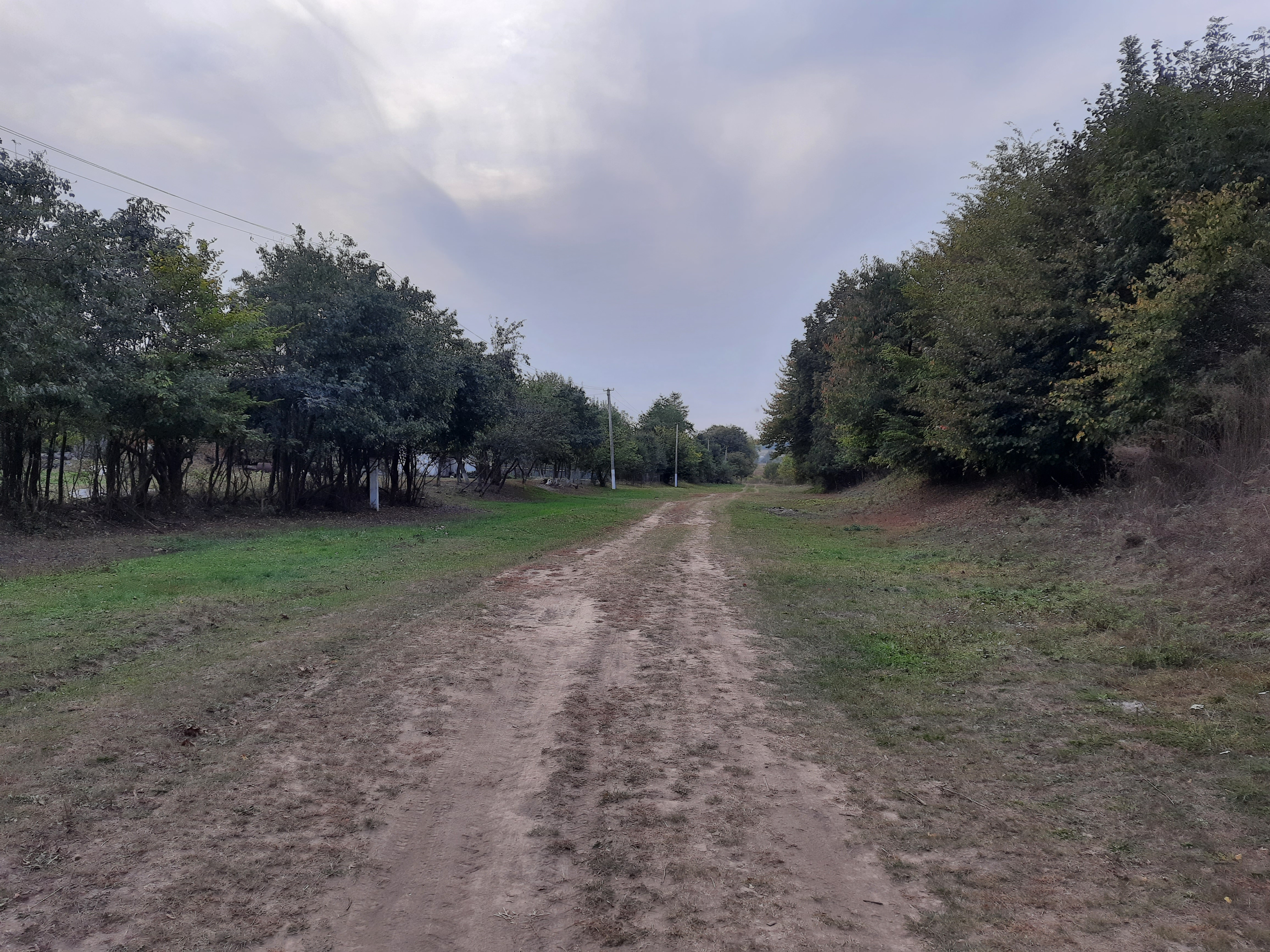
Сільська вулиця
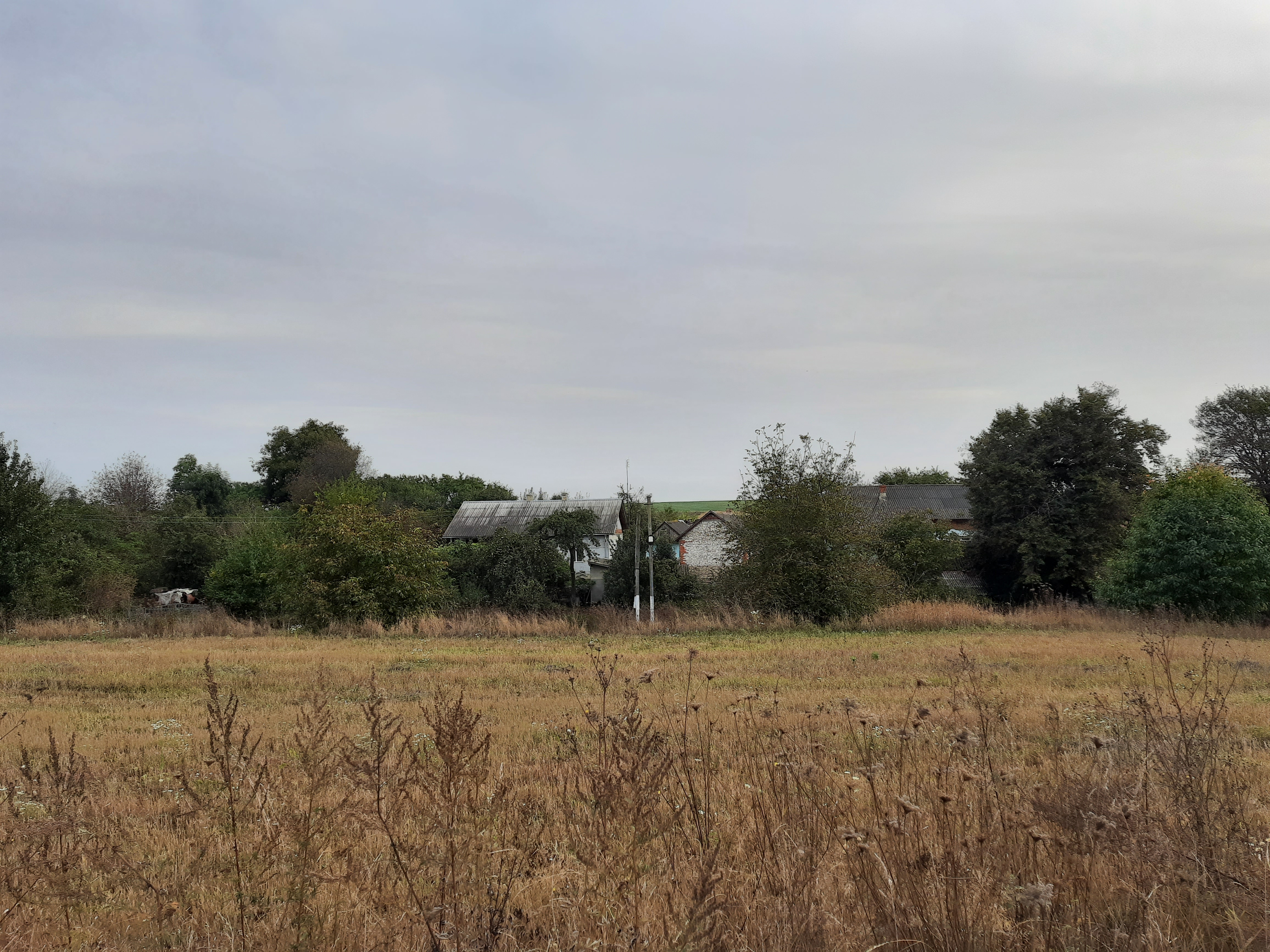
Сільський пейзаж
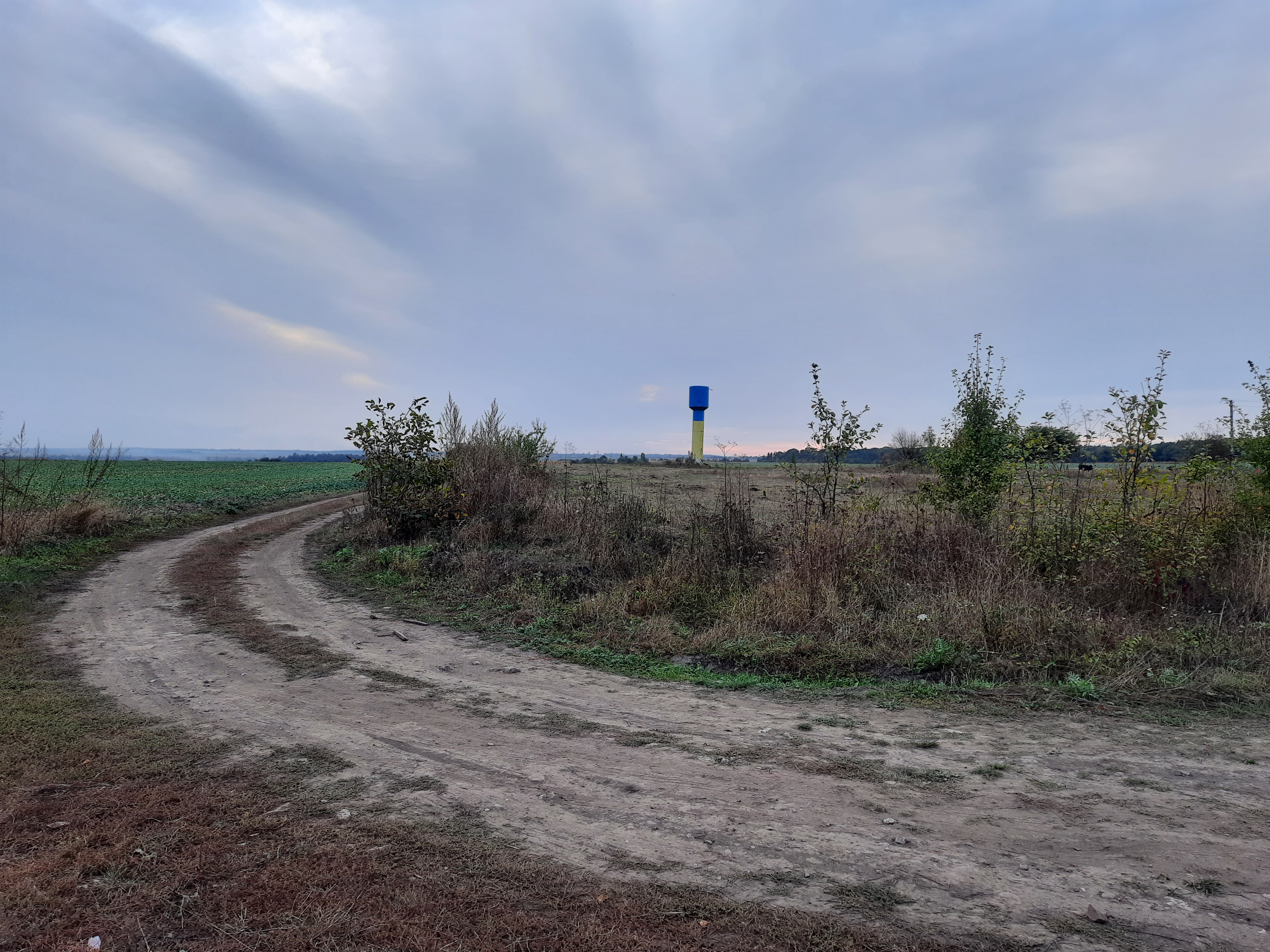
Сільський краєвид
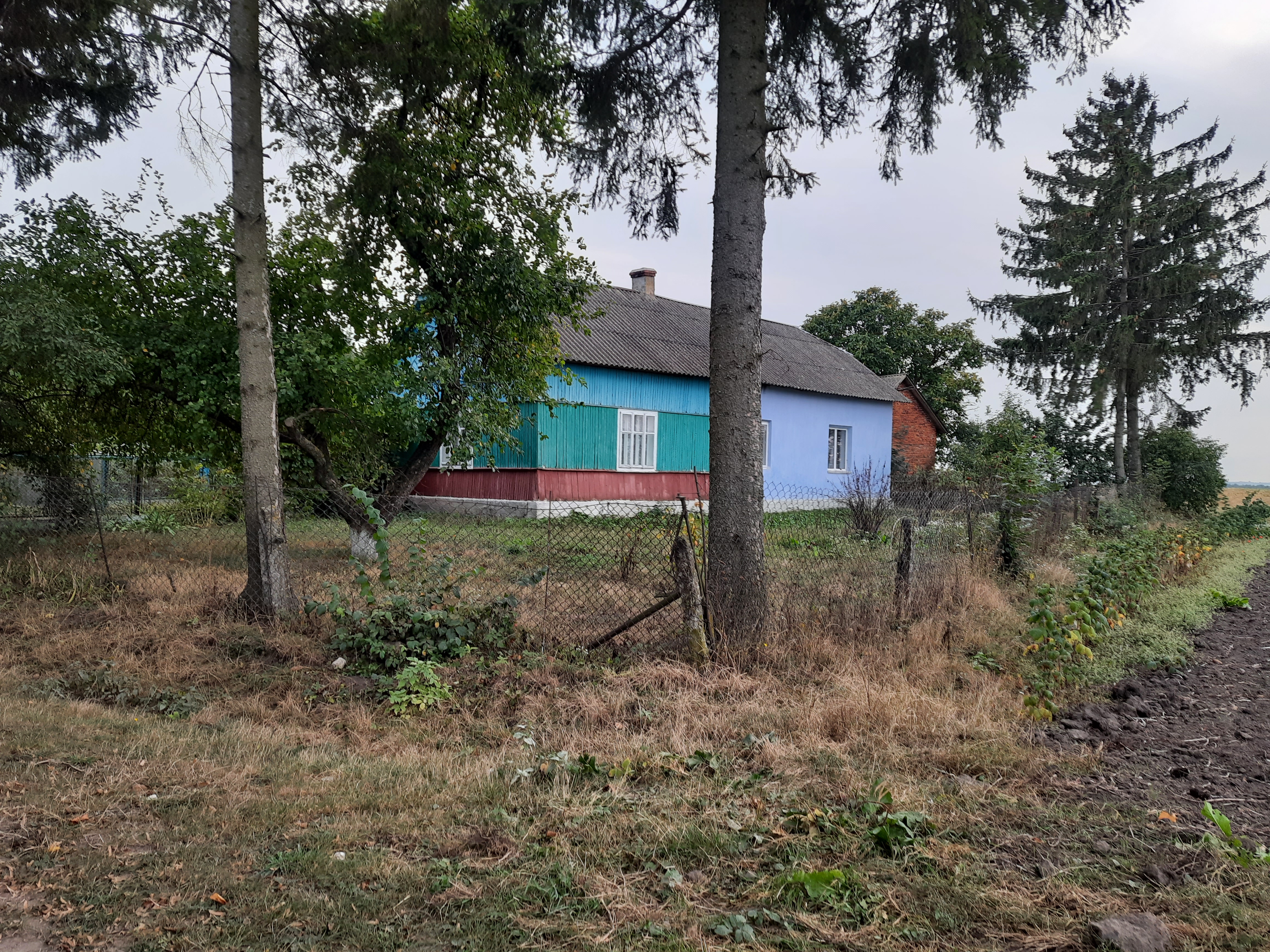
Сільський пейзаж

## Джерело
- Свергун В. Маковисько // Тернопільський енциклопедичний словник : у 4 т. / редкол.: Г. Яворський та ін. — Тернопіль : Видавничо-поліграфічний комбінат «Збруч», 2005. — Т. 2 : К — О. — С. 431. — ISBN 966-528-199-2.
- Мельничук Б., Федечко М. Маковисько // Тернопільщина. Історія міст і сіл : у 3 т. — Тернопіль : ТзОВ «Терно-граф», 2014. — T. 2 : Г — Л. — С. 474. — ISBN 978-966-457-228-3.